# 王娜娜 (音樂製作人)
王娜娜，中國音樂製作人、作曲家。為中國傳媒大學畢業。

## 经历
大学时代是一位摇滚青年,除了忙自己的乐队《野草莓》,她还为包括《糖衣娃娃》、《糖果枪》、《再循环》等乐队担任键盘手。
后与李泉合作制作51届威尼斯双年展音乐专辑并获威尼斯特别大奖后离开了乐队开始个人发展发展，并以英文“Nana”为艺名进行创作，发行个人专辑《lost just a song》。并陆续为郭易、陈妍希、苏醒、佟大为等艺人担纲音乐制作人，制作的专辑和歌曲夺得08香港新城劲爆原唱歌曲、香港新城国语力创作歌手、广州新音乐最佳原创专辑等大奖。
在制作近百首歌曲之后，她已不满足于歌曲和乐队的音乐形式，开始把触角扩展到更多领域。包括华为、三星等系列广告、CCTV首届网络春晚、第十届山花奖颁奖典礼等大型活动、魔法旅行团三部曲等都由她担任作曲以及音乐总监的职务。
后与舞蹈家刘岩长期合作为舞剧《26分贝》、《京宴》、《蓝色裙摆》作曲并担任音乐总监。2019年后工作重心倾向于电影作曲，先后为电影《送你一朵小红花》、《人生大事》、《我爱你！》作曲。。